# Richard Schneebauer
Richard Schneebauer (* 1972) ist ein österreichischer Soziologe, Autor, Trainer und Vortragsredner. Er ist seit 2000 in der Männerberatung des Landes Oberösterreich tätig.
Als Trainer, Vortragsredner und Dozent beschäftigt er sich mit den verschiedenen Rollen des Mannes. Er berät Unternehmen in Geschlechterfragen und hält Vorträge im deutschsprachigen Raum zum Schwerpunkt Männlichkeit und Männerforschung.

## Werke
- Männerherz. Was Männer bewegt: Freiheit, Beziehung, Selbstbestimmung, Goldegg Verlag GmbH, Berlin/Wien 06.02.2020, ISBN 978-3-99060-153-2.
- Männerabend. Warum Männer einen Mann zum Reden brauchen (und was Frauen darüber wissen sollten), Goldegg Verlag GmbH, Berlin/Wien 25.05.2020, ISBN 978-3-99060-160-0.
- mit Ruth Terink: Typisch Mann, typisch Frau? Wie Frauen und Männer noch besser zusammenarbeiten, Haufe-Lexware GmbH, 24.02.2021, ISBN 978-3-648-14262-2.
- Männerschmerz. Was Männer verletzt: Warum Männer leiden und wie sie davon frei werden, Goldegg Verlag GmbH, Berlin/Wien 15.03.2022, ISBN 978-3-99060-276-8.